# Teramnus volubilis
Teramnus volubilis là một loài thực vật có hoa trong họ Đậu. Loài này được Sw. miêu tả khoa học đầu tiên.